# Mimochroa pyricoetes
Mimochroa pyricoetes là một loài bướm đêm trong họ Geometridae.